# Tempête du Columbus Day de 1962
La tempête du Columbus Day de 1962, aussi connue comme le Big Blow, est une tempête automnale issue des restes du typhon Freda et qui se classe parmi les plus intenses de tous les temps à avoir frappé les côtes du nord-ouest des États-Unis et de la Colombie-Britannique. Elle est la plus destructrice tempête de vent au XXe siècle aux États-Unis, surpassant même la tempête de l'Halloween 1991 (popularisée par le film En pleine tempête),.
Cette tempête tire son nom du Jour de Christophe Colomb car elle a frappé les 12 et 13 octobre, moment de cette fête fériée aux États-Unis. Quarante-six personnes furent tués par ce système et les dommages se sont élevés à l'époque à 985 millions $US.

## Évolution météorologique

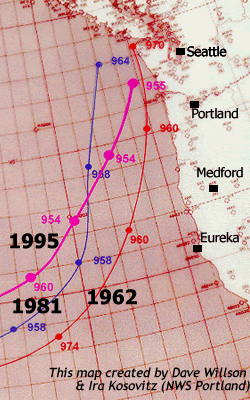
Trajectoire de la tempête du Columbus Day comparée à deux autres tempêtes en 1981 et 1995

Le 3 octobre, la tempête tropicale Freda s'est formée à 800 km de Wake Island, dans le Pacifique central, et s'est dirigée vers le nord-est tout en s'intensifiant. Elle est passée au large des îles Hawaï et le 4 octobre est devenue le typhon Freda. Après avoir atteint son maximum d'intensité les 6 et 7 octobre, elle s'est ensuite affaiblie en passant sur les eaux froides du Pacifique nord-ouest pour redescendre au niveau d'une dépression tropicale le 10 octobre.
Le système est devenu ensuite un cyclone extratropical sous l'influence du courant-jet et s'est développé en tempête majeure des latitudes moyennes au large de la côte nord de la Californie. Celle-ci a fourni des cumuls records de pluie dans la région de la baie de San Francisco, retardant quelques matchs de la série mondiale de baseball de 1962 entre les Giants de San Francisco et les Yankees de New York. Se déplaçant vers le nord-est, elle a fait ensuite un crochet vers le nord en atteignant le sud-ouest de l'Oregon et a remonté la côte à une vitesse moyenne de plus de 64 km/h, son centre passant à environ 80 km au large.
La pression centrale du centre est demeurée assez stable jusqu'à la latitude d'Astoria (Oregon), puis la tempête s'est mise à faiblir. Elle est passée sur l'île de Tatoosh au large l'État de Washington avant de frapper l'île de Vancouver au Canada le 12 octobre et de se défaire rapidement ensuite. Une dépression secondaire s'est formée dans son quadrant sud-est, lieu de l'occlusion, le 17 octobre et a été capturée dans le flux d'altitude d'ouest.

## Statistiques

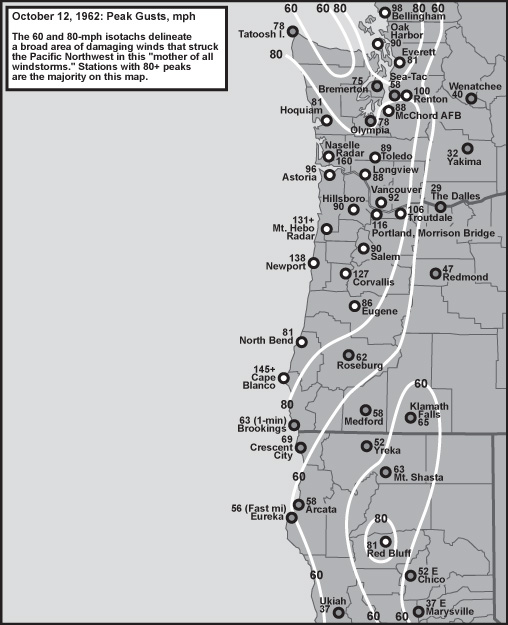
Analyse des vents avec la tempête du Columbus Day 1962, en général à partir des données officielles du National Weather Service

Cette tempête extratropicale a atteint une pression centrale d'au moins 960 hPa, certaines estimations donnent même 955 hPa, ce qui est équivalent à la pression centrale dans un ouragan de catégorie 3 dans l'échelle de Saffir-Simpson. Cependant, son diamètre était beaucoup plus étendu que celui d'un système tropical et son gradient de pression beaucoup plus lâche.
La tempête du Columbus Day a battu des records de basse pression à Astoria (962 hPa) et North Bend (971,9 hPa) en Oregon, ainsi qu'à Hoquiam 970,5 hPa dans l'État de Washington. Les records à Astoria et Hoquiam n'ont été battus que le 12 décembre 1995 par une tempête qui donna cependant des vents plus faibles.
Des rafales de vent de 93 km/h et plus, dépassant le critère de vents violents du National Weather Service et du Service météorologique du Canada, furent enregistrées de San Francisco en Californie à Vancouver en Colombie-Britannique. Les vents violents atteignirent aussi loin à l'intérieur des terres que Spokane dans l'État de Washington. Plusieurs anémomètres furent emportés par le vent en Oregon et dans l'État de Washington, dont celui des studios de radio-télévision KGW à Portland.
Les vents maximaux furent notés le 12 octobre, lorsque la tempête était au large de la côte de l'Oregon. L'anémomètre de cap Blanco perdit une de ses coupelles et enregistra des rafales de plus de 233 km/h, selon certains rapports les rafales ont pu atteindre 288 km/h. À la base aérienne de Mount Hebo, les vents soufflèrent jusqu'à 209 km/h sur de longues périodes, ce qui correspond à un ouragan de catégorie 4. Des tuiles du dôme du radar se sont retrouvées éparpillées dans les montagnes aux alentours et un morceau de 45 kg faucha des arbres ce qui donna un estimé de rafales jusqu'à 270 km/h. À la base radar de Naselle, dans les collines Willapa du sud-ouest de l'État de Washington, une rafale à 257 km/h fut enregistrée.
Dans les zones populeuses d'Oregon, il fut noté des rafales de 144,84 km/h à Salem, de 204 km/h à Corvallis dans la vallée de la Willamette avant que la tour de l'anémomètre soit détruite par le vent et de 187 km/h au pont Morrison dans la région métropolitaine de Portland. Dans l'État de Washington, il y a eu des rafales de 125,53 km/h à Olympia, de 142 km/h à la base aérienne de McChord, de 158 km/h à Bellingham, de 160 km/h) à Renton et de 105 km/h à Seattle.
En Colombie-Britannique au Canada, le système frappe les basses-terres du fleuve Fraser le 12 octobre. À Victoria, le vent souffla à 90 km/h avec des rafales de 145 km/h.

## Impacts

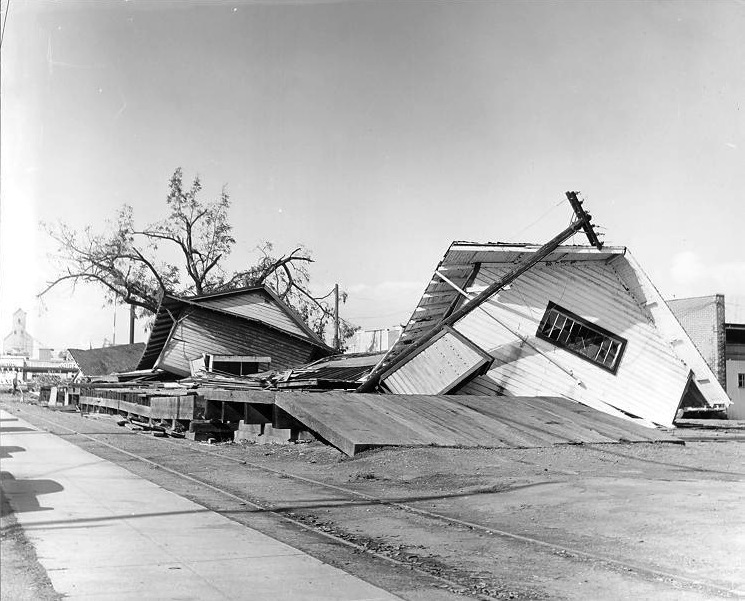
Maison soufflée par les vents

Les dommages furent estimés à 985 millions $US en 1962, dont 750 millions $US aux forêts et 235 millions $US aux propriétés et infrastructures. Quarante-six personnes ont perdu la vie dont 10 en Colombie-Britannique,. La compagnie d'assurance Metropolitan Life Insurance déclara que c'était le pire désastre naturel de 1962.
En moins de 12 heures, entre 26 et 35 millions de mètres cubes de forêt furent détruits du nord de la Californie à la Colombie-Britannique. Il s'agissait là d'arbres de la forêt pluviale dont certains géants comme les sapins Douglas. Cela dépassa la récolte annuelle dans l’Oregon et l'État de Washington à cette époque, ainsi que les records de dommages enregistrés aux forêts par les tempêtes ou ouragans survenus sur la côte Est des États-Unis (la plus importante ayant soufflé 6 millions de mètres cubes en 1938).
Dans le centre et le nord de la Californie, les pluies diluviennes associées avec le front froid de la dépression, causèrent des inondations importantes et des coulées de boue. La région de la baie de San Francisco fut particulièrement touchée : À Oakland, il est tombé un record de 115 mm de pluie pour une période de 24 heures le 13 octobre et Sacramento a enregistré 96 mm. En moyenne, il est tombé 180 mm de pluie durant toute la tempête.
Dans la vallée de la Willamette, les maisons intactes étaient l'exception et le cheptel a grandement souffert de l'écrasement des étables. Dans la partie nord de la vallée, deux pylônes électriques d'une hauteur de 150 mètres furent renversés. Dans la région de Portland, plusieurs stations de télévision et de radio perdirent leurs antennes et équipement de transmission. Les réparations prirent plusieurs mois. Les coupures électriques furent générales dans tout le nord-ouest à cause des bris importants au réseau de distribution et elles durèrent plusieurs semaines à certains endroits.
Un lieu historique à East Salem en Oregon, une étable ayant servi de rendez-vous clandestin en 1860 à des députés démocrates de l'État partisans de l'esclavage, fut détruit.
En Colombie-Britannique, la dévastation aux arbres est importante, en particulier, 21 % du parc Stanley de Vancouver est dévasté. La plupart des routes furent ainsi coupées par les arbres cassés. Les pertes de courant furent aussi générales, les gens durent utiliser du matériel de camping pour cuisiner et s'éclairer. Les bardeaux des toits s'envolèrent et les réparations furent faites avec les moyens du bord. L'onde de tempête causa de sérieux problèmes dans les ports et les industries durent fermer leurs portes, faute de courant.

## Épilogue
Les effets de la tempête du Columbus Day sont encore visibles : des routes forestières utilisées par les chasseurs et pêcheurs sportifs ont été ouvertes pour récupérer les arbres tombés à l'époque; des études furent entreprises pour déterminer la période de retour d'un tel phénomène et des moyens à prendre pour renforcer les infrastructures comme les tours de transmission et les pylônes électriques.

### Source
- (en) Cet article est partiellement ou en totalité issu de l’article de Wikipédia en anglais intitulé « Columbus Day Storm of 1962 » (voir la liste des auteurs).